# Tanaecia blumei
Tanaecia blumei är en fjärilsart som beskrevs av Vollenhoven 1862. Tanaecia blumei ingår i släktet Tanaecia och familjen praktfjärilar. Inga underarter finns listade i Catalogue of Life.